# Huis van de Vlaamse Volksvertegenwoordigers

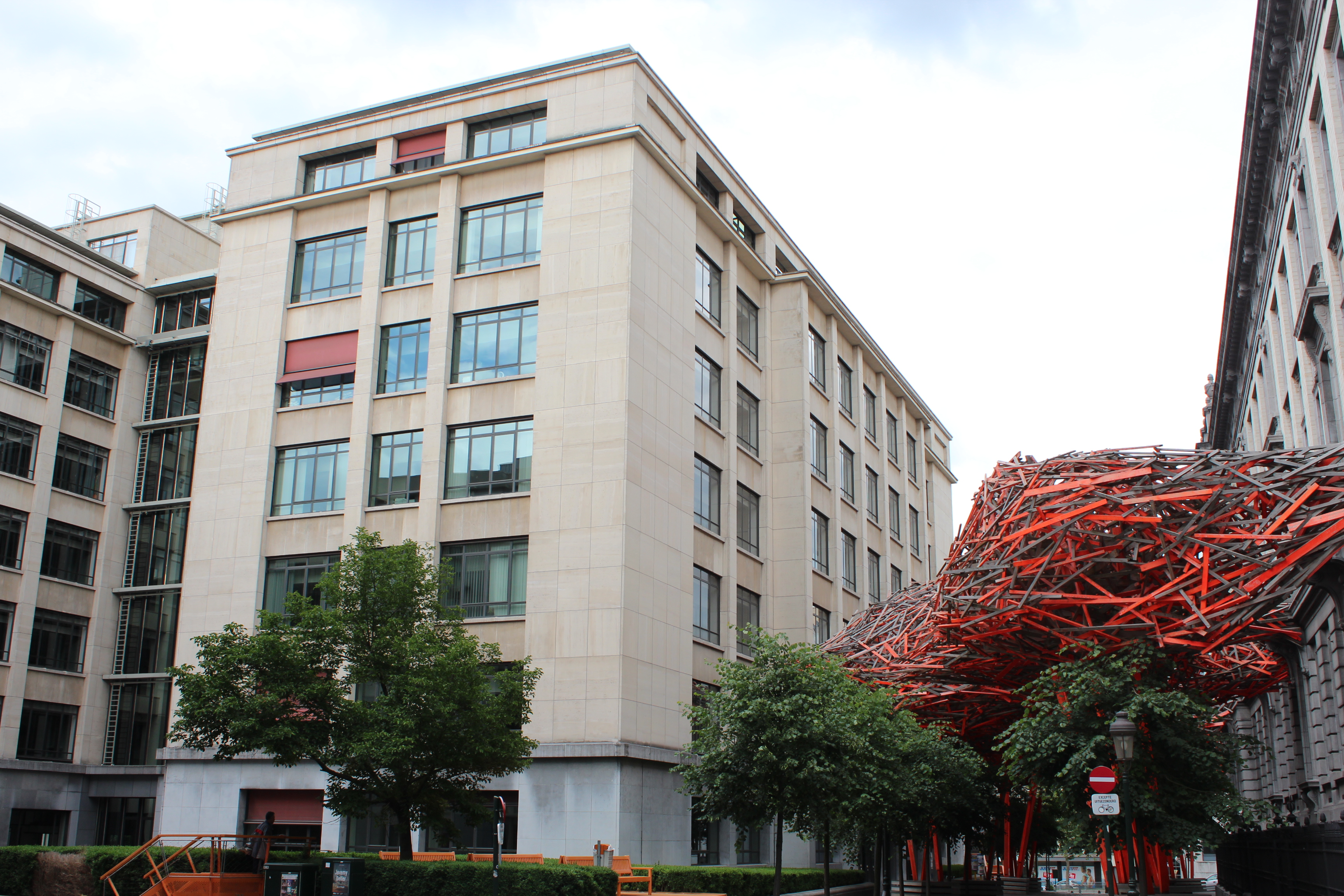
(2012)

Het Huis van de Vlaamse Volksvertegenwoordigers is sinds 11 juli 2002 het administratief centrum van het Vlaams Parlement. Het is gelegen in het centrum van Brussel, vlak naast het Vlaams Parlementsgebouw waarmee het via een tunnel verbonden is.
Het gebouw, naar een ontwerp van Victor Bourgeois, werd tussen 1937 en 1946 gebouwd in opdracht van De Post voor de huisvesting van de Postcheque-diensten. Het werd oorspronkelijk dan ook het Postchequegebouw genoemd. In 1991 werd het in vervallen toestand door het Vlaams Parlement aangekocht. In 1997 werd na een architectuurwedstrijd gekozen voor een restauratieproject dat in het voorjaar van 2002 werd afgerond.
In het gebouw bevindt zich de monumentale Lokettenzaal met een oppervlakte van 1600 vierkante meter, waar zich nu de tentoonstellingsruimte en het bezoekerscentrum De Loketten bevindt. De ruimte wordt permanent gebruikt voor tentoonstellingen. Onder andere aan Panamarenko en Roger Raveel werden reeds grote tentoonstellingen gewijd. Ook de tentoonstellingen 6+ Antwerpse Mode en Iconen van design kregen veel aandacht. In de tweede helft van 2009 wordt de Lokettenzaal heringericht naar een ontwerp van Stefan Schöning en Giuseppe Farris.
De administratie en medewerkers van het parlement, die vóór 2002 in gehuurde kantoorruimte in de omgeving van het Vlaams Parlementsgebouw gehuisvest waren, verhuisden allemaal naar het Huis van de Vlaamse Volksvertegenwoordigers. Ook de 124 volksvertegenwoordigers hebben een kantoor in dit gebouw. In totaal gaat het om 500 kantoren, twee restaurants, een fitnessruimte en een groot atrium van 15 op 30 meter, 25 meter hoog. Hierin bevindt zich een binnentuin met bamboestruiken.
In het gebouw is tot slotte ook ruimte voor het Kinderrechtencommissariaat,
de Vlaamse Ombudsdienst, het Vlaams Instituut voor Wetenschappelijk en Technologisch Aspectenonderzoek (viWTA) en het Vlaams Vredesinstituut.
Een oude paternosterlift die om veiligheidsredenen niet meer mag gebruikt worden is door Guillaume Bijl gedecoreerd met polyesterpoppen. Monique Thomaes levert een interactieve lichtsculptuur, Joaquim Pereira Eres een doorschijnende uitvergrote satellietfoto, en Fred Eerdekens werkte een optische illusie uit met de oude buizenpostmachine van het postchequegebouw. Rond het gebouw is door Jozef Legrand een wandelpad ontworpen.
Het bezoekerscentrum kan bereikt worden via de IJzerenkruisstraat, de hoofdtoegang voor de administratie, de parlementariërs en de diensten bevindt zich in de Leuvenseweg.